# Назем Кадрі
Назе́м Кадрі́ (фр. Nazem Kadri; 6 жовтня 1990, м. Лондон, Канада) — канадський хокеїст, центральний нападник. Виступає за «Калгарі Флеймс» у Національній хокейній лізі.
За походженням ліванець. Виступав за «Кітченер Рейнджерс» (ОХЛ), «Лондон Найтс» (ОХЛ), «Торонто Мейпл-Ліфс», «Торонто Марліс» (АХЛ), «Колорадо Аваланч».
В чемпіонатах НХЛ — 250 матчів (64+88), у турнірах Кубка Стенлі — 7 матчів (1+3). 
У складі національної збірної Канади учасник чемпіонату світу 2014 (8 матчів, 0+3). У складі молодіжної збірної Канади учасник чемпіонату світу 2010. 
Досягнення
- Срібний призер молодіжного чемпіонату світу (2010)
- Чемпіон ОХЛ (2008).